# کیالامبرتو
کیالامبرتو (به ایتالیایی: Chialamberto) یک کومونه در ایتالیا است که در استان تورین واقع شده‌است.

## خصوصیات
کیالامبرتو ۳۵٫۱ کیلومترمربع مساحت و ۳۵۷ نفر جمعیت دارد.